# 鉄道国有法
鉄道国有法（、明治39年3月31日法律第17号）は、全国的な鉄道網を官設鉄道に一元化するため、私鉄を国有化することを定めた日本の法律である。
1906年（明治39年）3月31日公布、1920年（大正9年）8月5日改正。1987年（昭和62年）4月1日、日本国有鉄道改革法等施行法（昭和61年法律第93号）110条の規定により日本国有鉄道法と共に廃止。
これにより、1906年から翌年の1907年（明治40年）にかけて、下記の17社の2,812.0哩（約4,500 km）が買収された。買収前には1,600哩（約2,600 km）に過ぎなかった官設鉄道は、4,400哩（約7,100 km）と3倍に増え、私鉄は地域輸送のみに限定されることとなった。
国有化の目的には、「陸上交通機関ノ覇王」である鉄道の国有による積極的な経済発展の促進のほか、113億円（当時）に達した日露戦争費外債を低利外債への借換えのための担保資産としての利用、外国人による主要鉄道会社株式取得の回避など、日露戦争後の厳しい財政・経済状態に対する対応という消極的動機も強く働いていた。

## 鉄道国有論の展開
日本の鉄道は創業以来、官設官営を基本方針とした。これは、草創期の日本の鉄道行政を頂点に立って牽引した井上勝が、熱心な鉄道国有論者であったことが大きい。しかしながら、政府財政の窮乏により鉄道を全て官設官営で建設運営することはかなわず、やむなく民営鉄道に幹線鉄道建設の一部を委ねざるを得ないことになってしまった。そのため、井上は機会あるごとに、自説の鉄道国有論と私設鉄道買収を説き、鉄道国有化法案も再三国会に提出されたが、井上が退官する1893年（明治26年）までにそれが可決されることはなかった。
政府の財政を窮乏させる原因となったのは、西南戦争による過大な戦費の支出であった。これにより、鉄道建設のための予算がなくなり、それまでに完成していた京浜間、京阪神間鉄道を民間に売却して、その代金により新線建設を行なおうという案まで出たほどであった。鉄道網速成の方針と財政窮乏のジレンマが、幹線鉄道建設の一部を民間に委ねる方針転換をさせることになる。こうして1881年（明治14年）、日本初の私設鉄道、日本鉄道が設立されたのである。
井上は1883年（明治16年）、工部卿宛てに意見書「私設鉄道に関する論旨」を提出した。この中で、鉄道の用途は国道と同様であって、これを民営に委ねるべきでないことを原則として、民営に委ねた場合に発生する、無用の競争や改良努力の怠慢など8項目の弊害を挙げて、自説を主張している。
一方で、政府の手厚い保護を受けていたとはいえ、日本鉄道が好調な決算を発表すると、各地で私設鉄道設立ブームが起こった。1884年（明治17年）の阪堺鉄道や、1887年（明治20年）の伊予鉄道を皮切りに、両毛鉄道、山陽鉄道、水戸鉄道（初代）、九州鉄道（初代）、大阪鉄道（初代）などが認可され、それまでの官設官営の原則が崩れて、日本の幹線鉄道は、官設・私設の両方により建設されることとなったが、中には無謀な計画や投資を誘発したものもあり、それは1890年（明治23年）の経済恐慌となってはね返り、建設工事の停滞や株式払込みの遅滞、既設私設鉄道の経営の悪化を招いた。
状況は間もなく回復したが、このような状況の中で、1891年（明治24年）、井上は「鉄道政略に関する議」を上申した。この上申書では、従来からの鉄道国有論に加えて既設私設鉄道の買収を前面に押し出しており、そのためには私設鉄道買収法の制定が必要であると説いている。
この上申書を契機として、政府は再三、鉄道公債法と私設鉄道買収法を帝国議会に提出したが、いずれも可決されず、1892年（明治25年）に、買収法案に大幅な修正を加えた鉄道敷設法が制定された。しかしそれは、予定線建設のために必要がある場合のみ、私設鉄道の買収ができ、さらに議会の協賛を必要とする、将来の国有化の可能性をにおわせながら、実際は予定線の民間による建設を容認するなど、議会を構成する私設鉄道の株主でもある華族や資本家、地主たちによって完全に骨抜きにされてしまった。これに憤慨した井上は翌年、退官することとなる。
井上の鉄道国有論に対抗して鉄道民営論を唱えたのは、渋沢栄一や田口卯吉、中上川彦次郎、三井や三菱などの財界の有力者たちであった。彼らは資本主義の発展にともなって鉄道経営が大きな利益をもたらすとともに、産業支配と鉄道支配との間に密接な関連性があることをよく認識していた。渋沢らが関わる東京経済学協会が1891年に発表した「鉄道調査報告書」に掲載された佐分利一嗣の論文では、鉄道国有化論に対する反証を一々あげて論じ、「将来の鉄道は、私設民営たるべし」という結論を導いている。続いて渋沢らは、1894年（明治27年）に官設鉄道払下計画を立案し、一挙に彼らの理想とする鉄道民営の実現を図ったが、日清戦争の勃発にともない、計画は頓挫している。
その後、鉄道国有化が政治課題となるのは、1899年（明治32年）である。衆議院に「鉄道国有に関する建議案」が提出、可決され、調査機関として首相直属の鉄道国有調査会が設置された。その報告に基づき、翌年鉄道国有法案および私設鉄道買収法案が帝国議会に提出されたが、これも議決されることはなかった。
しかし、この頃には、日清戦争後の三国干渉によって対ロシア戦を意識しだした軍部も、鉄道国有問題を第一義とするようになっていった。鉄道が民営であることの軍事的に不利な理由は、私鉄の場合、株式会社であるから、経営状態を詳しく株主に報告しなければならない。しかし、その株主の中には外国人投資家もいた。そのため、彼らに経営状況を教える時には、軍事輸送用の臨時列車を走らせることまでも公開する必要に迫られる可能性があり、同時に軍事機密が外国に漏洩される恐れもあった。加えて、外国人投資家に株を買い占められた時、それが敵国の資本家なら軍事輸送を拒否される恐れすらあった。軍事的理由以外にも、日露戦争後は、主要産業を独占化しつつあった財閥が、物流の大動脈である鉄道の意義を高く評価するようになり、主要幹線が多数の私設鉄道によって分割保有されていることが、諸外国との競争上、非常な不利であると認識されるようになった。
そして1906年、紆余曲折を経た鉄道国有法案は、西園寺公望内閣によって第22帝国議会に提出される。渋沢栄一に加えて井上馨や加藤高明、高橋是清も反対論を唱えて衆議院を説得しようとしたために政府は彼らの説得に苦慮したが、同年3月16日に賛成243・反対109で可決された。貴族院では曾我祐準（日本鉄道社長）や仙石貢（九州鉄道社長）が反対論を唱えたが、研究会の指導者三島弥太郎の工作によって3月27日に賛成205・反対62で修正付きで可決した。西園寺が総裁である立憲政友会は、第22帝国議会の会期終了日であったこと等により、両院協議会の開催を求めずに、貴族院回付案（修正した案）に同意することにより成立をはかり、反対派が退席するなか賛成214で可決し法案が成立した。これにより、井上の悲願であった鉄道国有化は漸く実現し、17私鉄が国有化されることとなったのである。
この時提出された法案の原案は、17私鉄の他に15私鉄を加えた32私鉄を買収するものであった。これは、閣議において17私鉄を買収するという原原案に15私鉄を加えたもので、衆議院は通過したものの、貴族院で修正され、原原案の17私鉄買収に戻った経緯がある。追加の15私鉄は、次のとおりであった。
川越鉄道、成田鉄道（初代）、東武鉄道、上武鉄道、豆相鉄道、水戸鉄道（2代）、中越鉄道、豊川鉄道、尾西鉄道、近江鉄道、南海鉄道、高野鉄道、河南鉄道、中国鉄道、博多湾鉄道
このうち、博多湾鉄道、中国鉄道、豊川鉄道は戦時買収により、また中越鉄道、水戸鉄道、成田鉄道はそれ以前に買収されて国鉄線に組み込まれている。

## 被買収私鉄の一覧
| 買収鉄道名     | 買収年月日    | 買収時鉄道長          | 買収価格（千円） | 機関車数 | 客車数 | 貨車数 | 備考                                    |
| -------------- | ------------- | --------------------- | ---------------- | -------- | ------ | ------ | --------------------------------------- |
| 北海道炭礦鉄道 | 1906年10月1日 | 204.5 哩 (329.1 km)   | 30,997           | 79       | 102    | 1,753  | 官設鉄道が借受けの3.0 哩 (4.8km) 含まず |
| 甲武鉄道       | 1906年10月1日 | 27.8哩 (44.7km)       | 14,600           | 13       | 62     | 266    |                                         |
| 日本鉄道       | 1906年11月1日 | 860.8 哩 (1,385.3 km) | 142,495          | 368      | 857    | 6,411  |                                         |
| 岩越鉄道       | 1906年11月1日 | 49.5哩 (79.7km)       | 2,521            | 6        | 23     | 112    |                                         |
| 山陽鉄道       | 1906年12月1日 | 414.9 哩 (667.7 km)   | 78,850           | 152      | 534    | 2,075  |                                         |
| 西成鉄道       | 1906年12月1日 | 4.6哩 (7.4km)         | 1,705            | 4        | 23     | 227    | 官設鉄道が全区間借受                    |
| 九州鉄道       | 1907年7月1日  | 442.8 哩 (712.6 km)   | 118,856          | 256      | 391    | 7,148  |                                         |
| 北海道鉄道     | 1907年7月1日  | 159.0哩 (255.9km)     | 11,452           | 27       | 44     | 265    |                                         |
| 京都鉄道       | 1907年8月1日  | 22.2 哩 (35.7 km)     | 3,341            | 5        | 60     | 100    |                                         |
| 阪鶴鉄道       | 1907年8月1日  | 70.3哩 (113.1km)      | 7,010            | 17       | 44     | 260    |                                         |
| 北越鉄道       | 1907年8月1日  | 85.8哩 (138.1km)      | 7,777            | 18       | 74     | 298    |                                         |
| 総武鉄道       | 1907年9月1日  | 73.2 哩 (117.8 km)    | 12,871           | 24       | 121    | 274    |                                         |
| 房総鉄道       | 1907年9月1日  | 39.4哩 (63.4km)       | 2,157            | 9        | 32     | 95     |                                         |
| 七尾鉄道       | 1907年9月1日  | 34.4哩 (55.4km)       | 1,491            | 4        | 19     | 77     |                                         |
| 徳島鉄道       | 1907年9月1日  | 21.5哩 (34.6km)       | 1,341            | 5        | 25     | 46     |                                         |
| 関西鉄道       | 1907年10月1日 | 275.2 哩 (442.9 km)   | 36,130           | 121      | 571    | 1,273  |                                         |
| 参宮鉄道       | 1907年10月1日 | 26.1哩 (42.0km)       | 5,729            | 10       | 88     | 74     |                                         |

## その後の動き
1906年（明治39年）5月、私鉄買収の準備を行なう臨時鉄道国有準備局が、逓信大臣の管下に設置された。同局は、買収完了後もしばらくの間存続し、廃止されたのは鉄道院発足後の1909年（明治42年）7月末である。
私鉄の買収により、官設鉄道の現業部門である鉄道作業局の規模は一気に膨れあがった。私鉄から引き継がれた鉄道路線の延長は4,550km、未開業線292km、機関車1,118両、客車3,101両、貨車20,850両で、それまで官設鉄道が保有していた路線延長2,525km、機関車769両、客車1,832両、貨車10,821両を大きく上回っている。それらの受入れのため、1907年4月1日に鉄道作業局を帝国鉄道庁に改編した。
帝国鉄道庁では、各私鉄から引き継いだ膨大な人員を糾合したため、ポストの重複などによって余剰人員を抱えることとなったが、その一方で、私鉄の監督、許認可を行なっていた逓信省鉄道局においても、業務が激減する事態が生じた。そのため、両者を統合再編して体制の簡素化を図ることとなり、1908年（明治41年）12月5日鉄道院が発足した。この際、鉄道院は逓信大臣の管轄から離れて、新たに総裁を置き、内閣の直轄となった。
各私鉄から引き継がれた雑多な車両は、国有化後もしばらくの間、私鉄時代の形式番号のまま使用された。旧鉄道作業局の車両を含めて、新たな形式番号体系が制定されるのは、買収開始から実に3年後の1909年（客車・貨車は1911年）のことである。蒸気機関車だけに限定しても、タンク機関車103形式、テンダー機関車84形式、あわせて187形式に及び、客車、貨車を含めると、実に膨大な作業であったことがわかる。この時制定された蒸気機関車の形式番号体系は、1928年（昭和3年）に新たな体系が制定された後も併存し、現在に至るまで踏襲されている。
鉄道院発足直後の1910年（明治43年）は、1両の機関車も製造されていない。これは一気に膨れあがった雑多な形式を抱え、それらの今後の処遇や、輸送計画を練るのに手一杯で、機関車の新製にまで手が回らなかった結果ではないかと想像されている。その後は、各車種にわたって標準型車両が制定され、雑多な少数形式の淘汰が推進されていった。
また、鉄道国有法公布後、今度は新たな私鉄の出願がほとんど無くなるという事態になった。これは、私鉄を監督する法律である私設鉄道法の条件が厳しいという背景もあったが、地域開発の観点から見ると問題があった。そのため、1910年（明治43年）に鉄道開業に関する条文を相当簡略化した軽便鉄道法を制定した。その後、私設鉄道法に基づく私鉄の出願が全く無くなったため、1919年（大正8年）には軽便鉄道法と私設鉄道法を廃止し、新たに地方鉄道法を制定、私鉄の監督はこの法に基づいて行われるようになった。
またこれとは別に、路面電車と同じ軌道法に準拠した郊外鉄道の敷設を目論む者も現れた。米国で当時流行していたインターアーバンを真似たもので、1905年（明治38年）の阪神電気鉄道開業以後、全国に広まっていった。その中には、阪鶴鉄道の幹部が設立した箕面有馬電気軌道（後の阪急電鉄）のように、鉄道国有法によって会社を手放した資本家が出資を行ったものもあった。
1987年（昭和62年）の国鉄分割民営化により、国有化された鉄道は結局80年ほどして民営に戻ることとなった。